# Macchie solari
Macchie solari es una película italiana dirigida en 1975 por Armando Crispino.
Armando Crispino. director y guionista, dirigió este film en 1974, un thriller elaborado inteligentemente, lleno de suspense y abundantes detalles macabros. Una destacable interpretación de Mimsy Farmer, que ya había protagonizado 4 mosche di velluto grigio (1971), el giallo dirigido por Dario Argento.

## Sinopsis
Simona hija de Gianni Sanna, trabaja en un depósito de cadáveres. Es amiga de Edgardo, un fotógrafo. La muerte de Betty, la futura esposa de su padre y hermana de Paul, un sacerdote, provoca una atmósfera de mutuas sospechas. Según la policía la muerte de Betty es un suicidio, pero el sacerdote está convencido de que ha sido un asesinato. Gianni también es asesinado....